# Michel Carré
Michel Carré (Besançon, 20 d'octubre de 1821 - Argenteuil, 27 de juny de 1872) va ser un prolífic llibretista, dramaturg i escrìptor francès.
Va viatjar a París el 1840 amb la intenció de convertir-se en pintor però va començar a escriure. Va escriure versos i obres de teatre abans de tornar a escriure llibrets. Va escriure el text per Mireille (1864) de Charles Gounod pel seu compte, i va col·laborar amb Eugène Cormon en Les Pêcheurs de perles (1863) de Bizet. No obstant això, la majoria dels seus llibrets es van completar amb Jules Barbier, amb qui va escriure llibrets per a nombroses òperes, incloent Le timbre d'argent (1865) de Camille Saint-Saëns, Faust (1859) i Roméo et Juliette (1867) de Gounod, i Les Contes d'Hoffmann (1881) d'Offenbach. Igual que els altres llibrets de Jules Barbier i ell mateix, aquests eren adaptacions d'obres literàries existents.
El seu fill, Michel-Antoine Carré (1865-1945), que va seguir els passos del seu pare, també va escriure llibrets i després va dirigir pel·lícules mudes. El seu nebot Albert Carré (1852-1938) també va escriure llibrets.

## Llista de treballs amb llibrets de Michel Carré
| Títol                    | Compositor               | Col·laborador                    | Any   | Notes |
| ------------------------ | ------------------------ | -------------------------------- | ----- | --- |
| Victoire!                | Adolphe Adam             |                                  | 1855  | Cantata per celebrar la Batalla de Sebastopol                                                                |
| Les Pêcheurs de perles   | Georges Bizet            | Eugène Cormon                    | 1863  | Adaptació de L'ile de Ceylan et ses curiosités naturales d'Octave Sachot                                     |
| Don Quichotte            | Ernest Boulanger         | Jules Barbier                    | 1869  | |
| Don Mucarade             | Ernest Boulanger         | Jules Barbier                    | 1875  | Opéra-comique d'un acte                                                                                      |
| Lalla-Roukh              | Félicien David           | Hippolyte Lucas                  | 1862  | Opéra-comique de dos actes                                                                                   |
| La guzla de l'Émir       | Théodore Dubois          | Jules Barbier                    | 1873  | Opéra-comique d'un acte                                                                                      |
| Quentin Durward          | François-Auguste Gevaert | Eugène Cormon                    | 1858  | Òpera de tres actes                                                                                          |
| Le médecin malgré lui    | Charles Gounod           | Jules Barbier                    | 1858  | Opéra-comique de tres actes                                                                                  |
| Faust                    | Charles Gounod           | Jules Barbier                    | 1859  | Adaptació de Faust et Marguerite, basat principalment en Faust, part I de Goethe. Revisat el 1869            |
| Philémon et Baucis       | Charles Gounod           | Jules Barbier                    | 1860  | Basat en Filemó i Baucis de Jean de la Fontaine (derivat al seu torn del llibre VIII de Metamorfosi d'Ovidi) |
| La Colombe               | Charles Gounod           | Jules Barbier                    | 1860  | Basat en el poema Le Faucon de Jean de la Fontaine                                                           |
| La Reine de Saba         | Charles Gounod           | Jules Barbier                    | 1862  | Basat en Le voyage en Orient de Gérard de Nerval                                                             |
| Mireille                 | Charles Gounod           |                                  | 1864  | Basat en el poema Mireio de Frédéric Mistral                                                                 |
| Roméo et Juliette        | Charles Gounod           | Jules Barbier                    | 1867  | Adaptació de Romeu i Julieta de William Shakespeare                                                          |
| Polyeucte                | Charles Gounod           | Jules Barbier                    | 1868  | Basada en Polyeucte de Pierre Corneille                                                                      |
| Valentine d'Aubigny      | Fromental Halévy         | Jules Barbier                    | 1856  | Opéra-comique de tres actes                                                                                  |
| Les pêcheurs de Catane   | Aimé Maillart            | Eugène Cormon                    | 1860  | Òpera lírica de tres actes                                                                                   |
| Lara                     | Aimé Maillart            | Eugène Cormon                    | 1864  | Òpera de tres actes, basat en Count Lara de Lord Byron                                                       |
| Galathée                 | Victor Massé             | Jules Barbier                    | 1852  | Opéra-comique de dos actes                                                                                   |
| Les noces de Jeannette   | Victor Massé             | Jules Barbier                    | 1853  | Opéra-comique d'un acte                                                                                      |
| Miss Fauvette            | Victor Massé             | Jules Barbier                    | 1855  | |
| Les saisons              | Victor Massé             | Jules Barbier                    | 1855  | Opéra-comique de tres actes                                                                                  |
| Paul et Virginie         | Victor Massé             | Jules Barbier                    | 1876  | Opéra-comique de tres actes                                                                                  |
| Fior d'Alizia            | Victor Massé             | Hippolyte Lucas                  | 1866  | |
| Dinorah                  | Giacomo Meyerbeer        | Jules Barbier                    | 1859  | Basat en dues històries de Émile Souvestre, La Chasse aux trésors i Le Kacouss de l'Armor                    |
| Deucalion et Pyrrhe      | Alexandre Montfort       | Jules Barbier                    | 1855  | Opéra-comique d'un acte                                                                                      |
| Les noces de Figaro      | W. A. Mozart             | Jules Barbier                    | 1858  | Traducció al francès per al Théâtre Lyrique de París                                                         |
| Les contes d'Hoffmann    | Jacques Offenbach        | Jules Barbier (llibret i llibre) | 1881  | Basat en històries d'E.T.A. Hoffmann                                                                         |
| La rose de Saint-Flour   | Jacques Offenbach        |                                  | 1856  | Opereta d'un acte                                                                                            |
| Le mariage aux lanternes | Jacques Offenbach        | Léon Battu                       | 1857  | Opereta d'un acte. Revisió de Le trésor à Mathurin                                                           |
| La Statue                | Ernest Reyer             | Jules Barbier                    | 1869? | Òpera de tres actes                                                                                          |
| Le timbre d'argent       | Camille Saint-Saëns      | Jules Barbier                    | 1865  | Primera òpera de Saint-Saëns, una òpera fantàstica                                                           |
| Gil Blas                 | Théophile Semet          | Jules Barbier                    | 1860  | Notes |
| Hamlet                   | Ambroise Thomas          | Jules Barbier                    | 1868  | Notes |
| Mignon                   | Ambroise Thomas          | Jules Barbier                    | 1866  | Basada en la novel·la Wilhelm Meister's Apprenticeship de Goethe. Revisat el 1870                            |
| Psyché                   | Ambroise Thomas          | Jules Barbier                    | 1860  | Opéra-comique de tres actes                                                                                  |

## Homenatges
- Un carrer d'Argenteuil porta el seu nom.